# Hermann Suchier
Hermann Suchier (Bad Karlshafen, Hessen, 11 de desembre de 1848 — Halle an der Saale, 3 de juliol de 1914) va ser un filòleg romanista alemany.
Suchier era d'una família d'origen hugonot, d'aquí el seu cognom francès. Va fer estudis de filologia romànica, germànica i comparada a Marburg. Després de prendre part en la guerra francoalemanya el 1870-71, va defensar la tesi d'habilitació el 1873 amb un estudi sobre Ulrich von dem Türlin ("Über die Quelle Ulrichs vom dem Türlin und die älteste Gestalt der Prise d'Orange"). Va ser professor a les universitats de Zúric (1874), Münster (1875) i Halle-Wittenberg (seguidament, el 1876), a l'última de les quals feu alguns cursos de literatura catalana. Va dirigir-ne el departament de romanística i en fou rector (1901/1902). Feu nombrosos viatges d'estudi a biblioteques i publicà molts textos tant del francès antic ("Aucassin et Nicolette", "La chançun de Guilelme") com de l'occità antic.
El 1879 va fundar la col·lecció Biblioteca Normannica.
Destacà pel seus estudis de filologia francesa i occitana, especialment l'edició de Lo codi occità. Va col·laborar estretament amb el filòleg Ferdinand Heuckenkamp. Cedí a l'Institut d'Estudis Catalans el manuscrit del Llibre dels àngels, de Francesc Eiximenis, que formava part de la seva biblioteca.
Fou nomenat "officier" de l'Académie Française.

## Obres
- Geschichte der altfranzösischen Literatur ("Història de la literatura francesa antiga")
- amb Paul Rohde, Denkmäler provenzalischer Literatur und Sprache, Halle: Max Niemeyer, 1883 ("Monuments de la literatura i la llengua provençals")
- Le français et le provençal: Trad.par P. Monet, París: E. Bouillon, 1891
- Provenzalische Diätetik: Auf Grund neuen Materials, Halle: Max Niemeyer, 1894
- Manuscrits perdus de la somme provençale du code de Justinien, extrait des annales du Midi, tome VI, année 1894, Tolosa: Privat.
- Die französische und provenzalische Sprache und ihre Mundarten, Estrasburg: K. J. Trübner, 1906
- Lo Codi: Eine summa Codicis in provenzalischer Sprache aus der Mitte des XII, Halle: Max Niemeyer, 1906